# Ōdōri (metropolitana di Sapporo)
La stazione di Ōdōri (大通駅?, Ōdōri-eki) (N07, T09 e H08) è una stazione della metropolitana di Sapporo situata nel quartiere di Chūō-ku, a Sapporo, Giappone. Si tratta dell'unica stazione dove tutte e tre le linee si incontrano e serve il centro della città.

## Struttura

### Linea Namboku
| 1 | Linea Namboku | per Makomanai |
| 2 | Linea Namboku | per Asabu     |

### Linea Tōzai
| 1 | Linea Tōzai | per Shin-Sapporo |
| 2 | Linea Tōzai | per Miyanosawa   |

### Linea Tōhō
| 1 | Linea Tōhō | per Fukuzumi   |
| 2 | Linea Tōhō | per Sakaemachi |

## Stazioni adiacenti
| «               | Servizio      | »              |
| Linea Namboku   | Linea Namboku | Linea Namboku  |
| --------------- | ------------- | -------------- |
| Sapporo         | Locale        | Susukino       |
| Linea Tōzai     |               |                |
| Nishi-Jūitchōme | Locale        | Bus Center-Mae |
| Linea Tōhō      |               |                |
| Sapporo         | Locale        | Hōsui-Susukino |